# Automolis maculifera
Automolis maculifera là một loài bướm đêm thuộc phân họ Arctiinae, họ Erebidae.